# Schismatoglottis tessellata
Schismatoglottis tessellata är en kallaväxtart som beskrevs av S.Y.Wong. Schismatoglottis tessellata ingår i släktet Schismatoglottis och familjen kallaväxter. Inga underarter finns listade.